# Alcázar di Siviglia
L'Alcázar di Siviglia (spagnolo: Reales Alcázares de Sevilla) è un palazzo reale situato a Siviglia, in Spagna. Il palazzo rappresenta uno dei migliori esempi di architettura mudéjar.

## Storia
Originariamente forte dei Mori, l'Alcázar (dall'arabo: القصر, al-qaṣr, che significa "palazzo" o "fortezza" o anche "palazzo fortificato") venne costruito nell'VIII secolo, laddove un tempo si trovavano le rovine di una fortificazione di epoca romana. Nel corso dei secoli, la struttura dell'edificio venne ampliata svariate volte.
Un primo ampliamento avvenne con Mohammed Ben Abad nell'XI secolo. Ulteriori modifiche si registrarono nel corso del secolo immediatamente successivo, quando il califfo almohade Abū Yaʿqūb Yūsuf I fu il primo a costruire, in questo luogo, un complesso fortificato chiamato al-Muwarraq (arabo: المورق). Molti dei moderni alcázar sono stati eretti sulle rovine di quelli dei musulmani di al-Andalus per mano di Pietro I di Castiglia (noto anche come Pietro il Crudele) a partire dal 1364. Tra i palazzi rimaneggiati dal regnante castigliano figura anche l'alcázar sivigliano. Per i lavori di costruzione del proprio palazzo in stile arabo, durati dal 1364 al 1366, Pietro si avvalse della manodopera di lavoratori musulmani.
I successivi monarchi aggiunsero parti all'alcázar. Carlo V apportò modifiche in stile gotico, in contrasto con le precedenti sezioni in stile islamico.
Nel corso del Settecento, il palazzo fu ripetutamente danneggiato da calamità quali incendi e terremoti. Ciononostante, la facciata dell'edificio è ancora quella del 1364.

## Sezioni dell'Alcázar

### Patio de las Doncellas

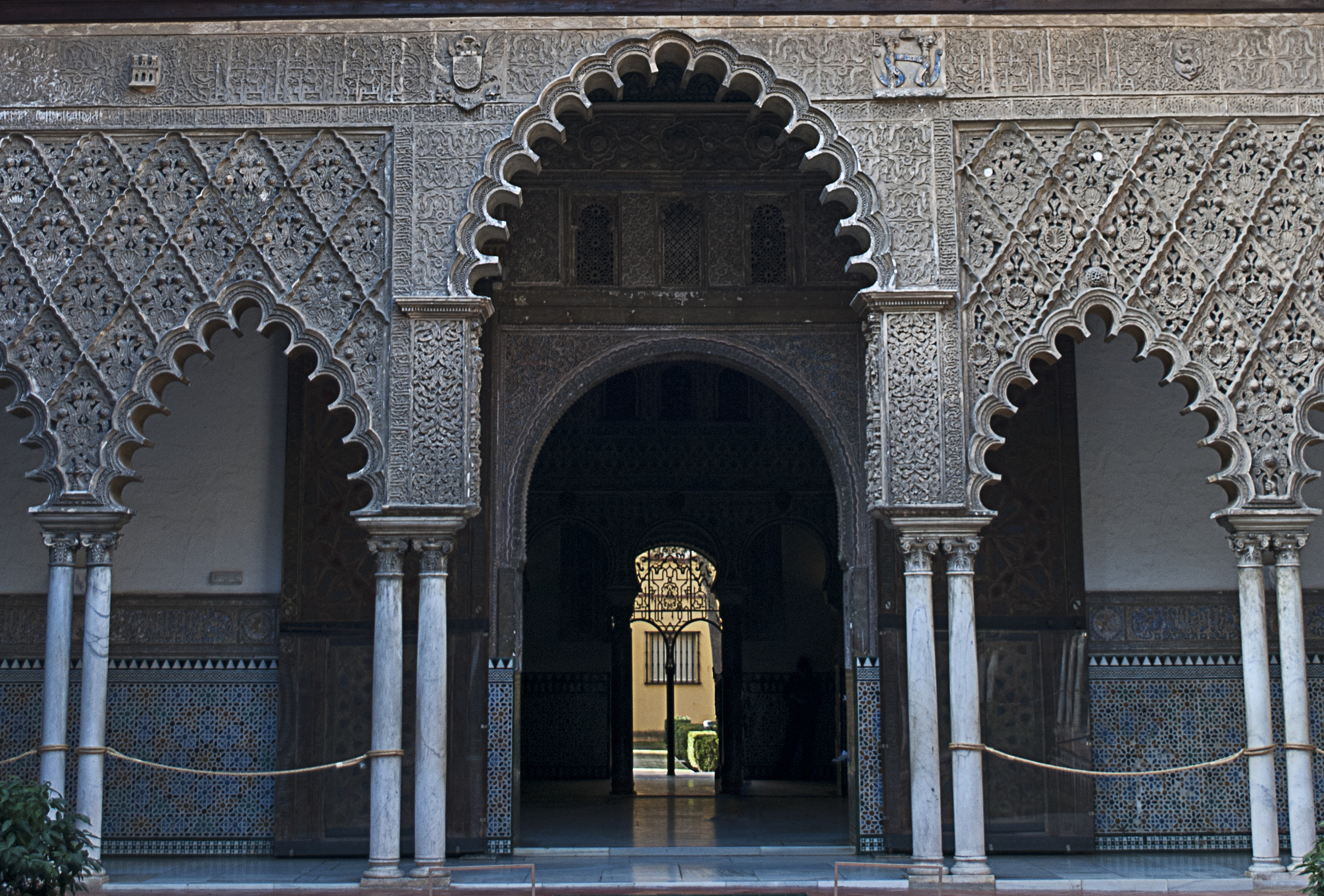
Patio de las Doncellas

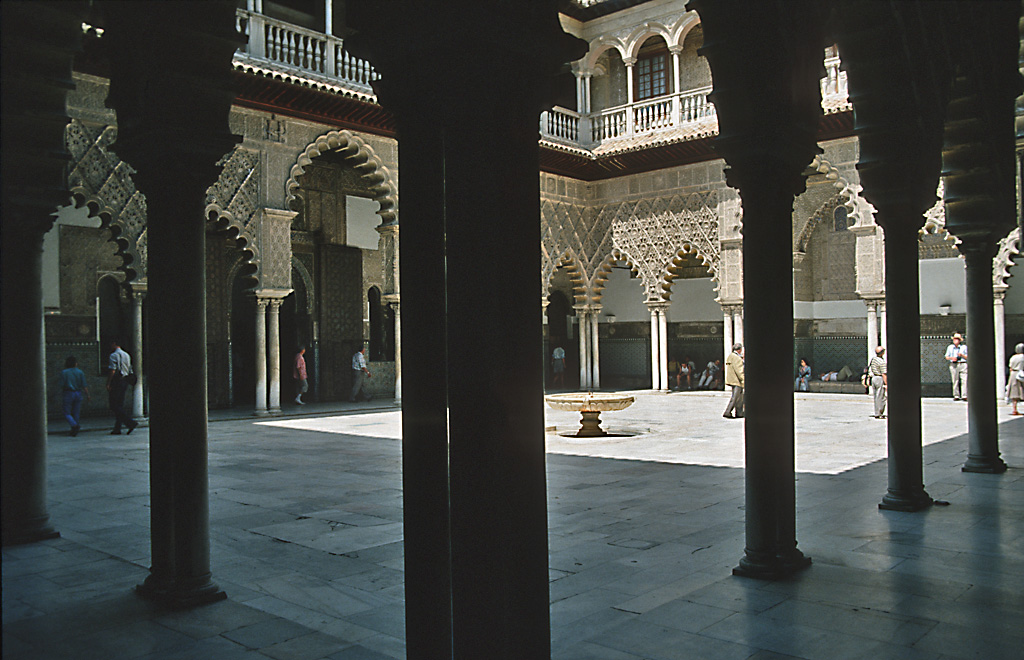
Il patio prima della ristrutturazione

Il "Cortile delle Fanciulle", realizzato tra il 1367 e il 1378 come un rettangolo dotato di lati lunghi 22 e 17 m, deve il proprio nome a una leggenda secondo la quale i musulmani di al-Andalus pretendevano dai regni cristiani spagnoli, come tributo, 100 vergini ogni anno.
Il livello inferiore del patio venne costruito da Pietro I e comprendeva iscrizioni che descrivevano lo stesso Pietro come sultano. Questo livello è ornato da azulejos risalenti al XIV secolo, oltre che da coperture decorate ad artesonado. Numerose lussuose stanze si trovano sui lati del patio. Al centro si trova una grande piscina rettangolare con giardini su ogni lato. Per molti anni il giardino fu completamente pavimentato in marmo con una fontana al centro. In ogni caso le prove storiche mostrarono che i giardini e la piscina furono il primo aspetto del cortile, che quindi venne ripristinato. Poco dopo questa restaurazione il giardino venne ripavimentato per richiesta del regista Ridley Scott. Scott utilizzò il cortile come se fosse quello del Re di Gerusalemme nel film Le crociate - Kingdom of Heaven. Dopo la conclusione delle riprese il giardino riacquistò l'aspetto originario, con piscina e giardini.
La pavimentazione fu un'idea di Carlo V che venne progettata da Luis de Vega nello stile del Rinascimento italiano. Furono incluse anche piastre mudéjar tra le decorazioni. La costruzione di queste aggiunte occupò gli anni dal 1540 al 1572.

### Casa di María de Padilla

#### Salón de Embajadores
Il salone è una stanza a pianta quadrata, di quasi 10 m per lato, fatta decorare in stile mudéjar da Pietro il Crudele. Tre lati della stanza sono aperti da archi in stile moresco, sormontati da un fregio sui quali sono raffigurati numerosi regnanti della Castiglia. La copertura del salone è una cupola riccamente decorata, opera eseguita nel 1427.

#### Baños de Doña María de Padilla

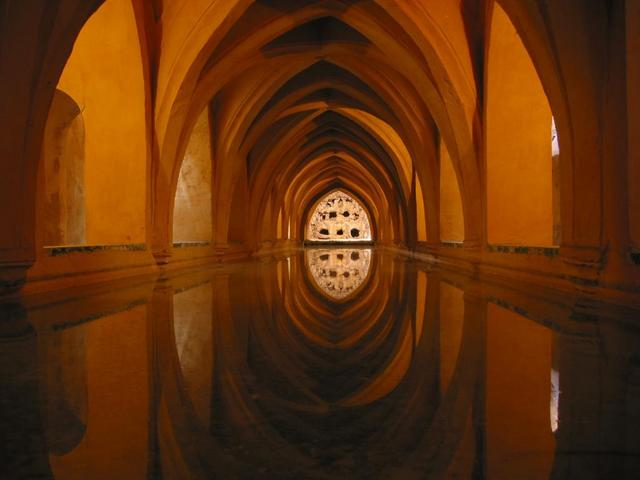
Los Baños de Doña María de Padilla

I "Bagni di Donna María de Padilla" sono camere di raccolta di acqua piovana situate sotto il Patio del Crucero. Queste vasche presero il nome da María de Padilla, moglie di Pietro il Crudele. Si racconta che Pietro I si innamorò di María e che ne uccise il marito. María resistette alle sue avance e si gettò in faccia dell'olio bollente per sfigurarsi e bloccare i propositi di Pietro. In seguito divenne suora e si trasferì in un convento. Viene vista come simbolo di purezza nella cultura di Siviglia.

### La Casa de Contratación
La Casa de Contratación (Casa del Commercio) si trova vicino al Patio de la Monteria. Venne costruita nel 1503 dai Re Cattolici per regolare e promuovere il commercio con il Nuovo Mondo. La Casa gestì il commercio e le dispute legali dando ai Reali il monopolio sul commercio con le Americhe. La Casa comprendeva anche l'Ufficio Idrografico e Scuola di Navigazione" per le ricerche nautiche e lo studio, con il navigatore fiorentino Amerigo Vespucci come pilot major (primo direttore) nel 1508. La "Casa" includeva anche una cappella in cui i Colombo incontrarono Ferdinando e Isabella dopo il secondo viaggio. La cappella, che ha un'influenza mudéjar, ospita un retablo che dà risalto alla Madonna dei Navigatori, un trittico creato nel 1535 che mostra la Vergine nell'atto di proteggere un gruppo di nativi americani e altri naviganti, nonché numerose altre scene riguardanti il Nuovo Mondo. Nella Casa trovano posto anche una serie di arazzi e di ulteriori quadri, tra i quali un Ecce Homo dipinto da A. de Morales.

### Cappella di Carlo V
Realizzata in stile gotico, la cappella è decorata da azulejos del XVI secolo. Al suo interno, la cappella conserva un altare in maiolica (eseguito nel 1504 da Francesco Nicoloso di Pisa) e una serie di arazzi che raffigurano la presa di Tunisi (opere realizzate a Bruxelles nel 1740).

### Altre sezioni
- Sala di Filippo II, coperta da un soffitto a cassettoni.[3]
- Patio de las Muñecas, il cui nome deriva dalla presenza di capitelli dotati di figure antropomorfe che sembrano teste di bambole.[3]
- Patio de la Monteria
- Puerta del León, che da plaza del Triunfo introduce al patio recante lo stesso nome della porta[3].
- Dormitorio de los Reyes Moros